# Europium(III)-oxid-chlorid
Europium(III)-oxid-chlorid (EuOCl) ist eine Verbindung aus Europium und Sauerstoff und Chlor, wobei Sauerstoff und Chlor als Anion und Europium als Kation vorliegt.

## Gewinnung und Darstellung
EuOCl kann aus Europiumsesquioxid und einem fünfprozentigen Überschuss von Ammoniumchlorid (Salmiak) bei 200 °C in statischer Stickstoffatmosphäre gewonnen werden.
{\displaystyle {\ce {Eu2O3 + 2 NH4Cl -> 2 EuOCl + 2 NH3 + H2O}}}
Eine weitere Syntheseroute ist über Europium(III)-chlorid-Hexahydrat, das an Luft bei 380 °C zu Europium(III)-oxid-chlorid (EuOCl) reagiert.

## Eigenschaften
Europium(III)-oxid-chlorid kristallisiert isotyp zu PbFCl in der tetragonalen Raumgruppe P4/nmm (Nr. 129) mit zwei Formeleinheiten pro Elementarzelle und den Gitterparametern a = b = 396,675(1), c = 669,547(1) pm.

## Verwendung
EuOCl kann als Ausgangsstoff für die Synthese von verschiedenen Verbindungen dienen, wie z. B. Eu6Cl[BO3]4.